# Mario Terán
Mario Terán Salazar (Cochabamba, 9 aprile 1942 – Santa Cruz de la Sierra, 10 marzo 2022) è stato un militare boliviano noto per essere stato il sergente estratto a sorte per fucilare Che Guevara.
L'esecuzione fu effettuata con una carabina M2, il 9 ottobre 1967, nel villaggio boliviano di La Higuera, dipartimento di Santa Cruz.
Nel 1972 venne mandata in onda sulla Rai il reportage Inchiesta su un mito, curato dal giornalista Roberto Savio, corrispondente per l'America Latina. Questo conteneva anche una rara intervista a Mario Terán. Ufficialmente, secondo quanto affermato dall'esercito, morì nel 1968, ma grazie a indiscrezioni di un alto ufficiale boliviano, si seppe che era vivo e che era istruttore dell'esercito nella città di Cochabamba, dove venne effettuata l'intervista. In quest'intervista Terán sosteneva che Che Guevara non fu giustiziato né da lui, né da altri, ma che morì per dissanguamento a causa delle ferite subite in battaglia. Terán diceva di non essere al corrente di nessun sorteggio per chi dovesse eseguire la fucilazione, di essere andato a riposarsi e di essere stato informato della morte del Che solo la mattina dopo.
Secondo alcuni colleghi di Terán, quest'ultimo non ebbe il coraggio di sparare e uscì dalla stanza. I suoi compagni, per convincerlo a rientrare, gli avrebbero fatto bere alcolici. In realtà, una volta rientrato avrebbe sparato una raffica di mitra con le spalle voltate. Il colpo di grazia non sarebbe suo, ma attribuito a Felix Ramos (alias Felix Rodriguez), agente della CIA di origine cubana. Lo storico messicano Paco Ignacio Taibo II, in una sua biografia del Che, sostiene che a Terán sarebbero stati promessi un orologio e un corso per sottufficiali all'Accademia Militare di West Point. Le promesse non sarebbero poi state mantenute.
Terán viveva a Santa Cruz de la Sierra, la più popolata città boliviana, ubicata nei bassipiani tropicali. Durante la sua vita ha concesso pochissime interviste. L'unica intervista filmata è quella fatta da Savio nel reportage Inchiesta su un mito. Nell'intervista a Paris Match nel 1977, Terán confessò di essere stato lui ad avere ucciso il Che con due raffiche di mitra. La prima lo avrebbe colpito gravemente, ma la seconda lo avrebbe ucciso.
Il giornalista boliviano Pablo Ortiz sostiene che paradossalmente Terán, oramai vecchio e quasi cieco a causa della cataratta, sarebbe stato operato gratuitamente, nell'agosto 2006, da medici cubani. L'intervento chirurgico sarebbe rientrato all'interno della Operación Milagro (in italiano, operazione miracolo), un accordo tra i Paesi appartenenti all'ALBA per la cura delle malattie degli occhi nella popolazione più povera. Il fatto sarebbe stato confermato anche dal quotidiano cubano Granma, il quale ha riferito che il figlio di Mario Terán avrebbe scritto al quotidiano di Santa Cruz de la Sierra, El Deber, un ringraziamento per i medici cubani.
Vi sono anche fonti che riportano informazioni completamente differenti sulla sorte di Terán: tra queste, Gianni Minà (giornalista e direttore della rivista Latinoamerica) sostiene che il militare si sarebbe suicidato due anni dopo l'assassinio del Che gettandosi da una finestra a La Paz. Allo stesso modo, il giornalista polacco Ryszard Kapuściński riporta che si sarebbe suicidato sparandosi dopo due giorni dall'esecuzione del Che, nei pressi del villaggio di Madre de Dios.
Il 10 marzo 2022 Terán morì dopo una lunga malattia a Santa Cruz de la Sierra. A darne la notizia è stato Gary Prado, l'ufficiale comandante del gruppo che ferì e catturò il Che. Prado ha detto di avere appreso la notizia dai famigliari di Terán.